# Union Łódź
Stowarzyszenie Sportowe Union Łódź – klub mniejszości niemieckiej w Łodzi, założony w Łodzi w 1897 roku. Rozwiązany w 1932 roku po fuzji z Klubem Turystów Łódź. Po I wojnie światowej w okresie II Rzeczypospolitej polski klub sportowy.  

## Historia
5 grudnia 1918 r. doszło do zjednoczenia klubu z Łódzkim Towarzystwem Cyklistów, formalnie fuzję zespołów zatwierdzono 12 grudnia 1918 r.. 
W 1921 drużyna piłkarska przystąpiła do rozgrywek 4-zespołowej klasy B, czyli zmagań drugiego szczebla. Ponadto Union regularnie brał udział w Mistrzostwach Łodzi.
W sezonie 1928/1929 treningi podjęła sekcja hokeja na lodzie klubu i anonsowano jej przystąpienie do Polskiego Związku Hokeja na Lodzie.
Na przełomie 1931 i 1932 podjęto decyzję o fuzji z Klubem Turystów Łódź i założeniu Union-Touring Łódź, co ostatecznie nastąpiło 5 marca 1932 (tego dnia Union Łódź przestał więc formalnie istnieć).